# Dick Hyman
Richard Hyman (Nueva York, 8 de marzo de 1927) es un pianista y compositor de jazz estadounidense. A lo largo de 70 años de carrera, ha trabajado como pianista, organista, arreglista, director musical, músico electrónico y compositor. Fue nombrado becario del National Endowment for the Arts Jazz Masters en 2017. Su nieto es el diseñador y artista Adam Charlap Hyman.

## Primeros años
Hyman nació en Nueva York el 8 de marzo de 1927, hijo de Joseph C. Hyman y Lee Roven, y creció en los suburbios de Mount Vernon, Nueva York. El hermano mayor de Hyman, Arthur, tenía una colección de discos de jazz y le introdujo en la música de Bix Beiderbecke y Art Tatum.
Recibió formación clásica del hermano de su madre, el concertista de piano Anton Rovinsky, que estrenó El ferrocarril celestial de Charles Ives en 1928. Hyman dijo de Rovinsky: "Fue mi maestro más importante. Aprendí a tocar con él y una cierta cantidad de repertorio, especialmente Beethoven. Por mi cuenta seguí a Chopin. Me encantaba su capacidad para tomar una melodía y embellecerla de diferentes maneras arbitrarias, que es exactamente lo que hacemos en el jazz. Chopin habría sido un magnífico pianista de jazz. Sus valses están en mi improvisación hasta el día de hoy".
Hyman se alistó en el Ejército de Estados Unidos en junio de 1945, y fue trasladado al departamento de bandas de la Marina de Estados Unidos. "Una vez que entré en el departamento de bandas, trabajé con músicos mucho más experimentados de lo que estaba acostumbrado", declaró Hyman en una ocasión. "Había tocado en un par de bandas de niños en Nueva York, tocando en bailes, pero la Marina iba en serio: tenía que presentarme, leer la música y estar con un grupo de músicos mejores de los que me había encontrado". Tras dejar la Marina, asistió al Columbia College. Mientras estaba allí, Hyman ganó un concurso de piano, cuyo premio eran 12 clases gratuitas con el pianista de la era del swing Teddy Wilson. Hyman ha dicho que "se enamoró del jazz" durante este periodo.

## Carrera
Relax Records publicó las versiones de Hyman para piano solo de "All the Things You Are" y "You Couldn't Be Cuter" alrededor de 1950. Grabó dos álbumes de piano honky-tonk bajo el seudónimo "Knuckles O'Toole", (incluyendo dos composiciones originales), y grabó más como "Willie the Rock Knox" y "Slugger Ryan".
Como músico de estudio en los años 50 y principios de los 60, Hyman actuó con Tony Bennett, Perry Como, Guy Mitchell, Joni James, Marvin Rainwater, Ivory Joe Hunter, LaVern Baker, Ruth Brown, The Playmates, The Wildcats, The Kookie Cats, The Four Freshmen, The Four Sophomores, Mitch Miller y muchos más. Tocó con Charlie Parker en la única aparición cinematográfica de este. Su extenso trabajo en los estudios de televisión de Nueva York en los años 50 y principios de los 60 incluyó una temporada como director musical del programa de televisión de Arthur Godfrey de 1959 a 1961.
Hyman ha trabajado como compositor, arreglista, director de orquesta y pianista en las películas de Woody Allen Zelig, The Purple Rose of Cairo, Broadway Danny Rose, Stardust Memories, Hannah y sus hermanas, Días de radio, Bullets Over Broadway, Everyone Says I Love You, Sweet and Lowdown, La maldición del escorpión de jade y Melinda y Melinda. Sus otras partituras para películas incluyen French Quarter, Hechizo de luna, Scott Joplin, The Lemon Sisters y Alan & Naomi. Su música también se ha escuchado en Máscara, Billy Bathgate, Two Weeks Notice y otras películas. Fue director musical de The Movie Music of Woody Allen, que se estrenó en el Hollywood Bowl.
Hyman compuso e interpretó la partitura de Piano Man, de la Cleveland/San Jose Ballet Company, y The Bum's Rush, de Twyla Tharp, para el American Ballet Theatre. Fue el pianista/conductor/arreglista en Eight Jelly Rolls, Baker's Dozen y The Bix Pieces de Tharp y, del mismo modo, arregló e interpretó para Miles Davis: Porgy and Bess, una producción coreografiada del Dance Theater of Dallas. En 2007, su obra Adventures of Tom Sawyer, encargada por el John G. Shedd Institute for the Arts y producida para el escenario por Toni Pimble del Eugene Ballet, se estrenó en Eugene, Oregón.
En la década de 1960, Hyman grabó varios álbumes de música pop en el sello Command Records de Enoch Light. Al principio utilizó el Órgano Lowrey, en los álbumes Electrodynamics (US n.º 117), Fabulous (US n.º 132), Keyboard Kaleidoscope y The Man from O.R.G.A.N. Más tarde grabó varios álbumes con el Sintetizador moog que mezclaban composiciones originales y versiones, entre ellos Moog: The Electric Eclectics of Dick Hyman (Can n.º 35), y The Age of Electronicus (US n.º 110).
El tema "The Minotaur" de The Electric Eclectics (1969) entró en la lista de los 40 principales de EE. UU. (US R&B Singles n.º 27; Hot 100 n.º 38) (n.º 20 en Canadá), convirtiéndose en el primer éxito de un sencillo de Moog (aunque, tal como se publicó originalmente en 45, se etiquetó como la cara B del más corto "Topless Dancers of Corfu"). Algunos elementos del tema "The Moog and Me" (sobre todo el silbido que sirve de entrada a la canción) del mismo álbum fueron sampleados por Beck para el tema "Sissyneck" de su álbum Odelay de 1996.
Ha publicado libros y videos instructivos en los que desmenuza el estilo de grandes jazzistas como Art Tatum y Erroll Garner. Demuestra su conocimiento de varios estilos de piano en su álbum A Child Is Born, donde toca el famoso estándar de Thad Jones una docena de veces, imitando el estilo de famosos pianistas de jazz y añadiendo después su propia versión. Dick Hyman es uno de los últimos músicos vivos que ha tocado con Charlie Parker. En un programa de televisión estadounidense, tocó Hot House con Bird, Dizzy Gillespie, Sandy Block al contrabajo y Charlie Smith a la batería.
Hyman ha actuado como invitado en festivales de jazz y salas de conciertos. Alrededor de 1995, Hyman y su esposa se mudaron permanentemente a Venice, Florida.
Dick Hyman se dedica hasta la actualidad en la música, por ejemplo, en colaboración con Ruby Braff y con Peter Appleyard. En 2019, actuó en el club de jazz neoyorquino Dizzy's con Ken Peplowski y Bill Charlap.
Como pianista, Hyman ha sido elogiado por su versatilidad. La revista DownBeat lo caracterizó como "un pianista de gran gracia y abundante talento, con capacidad para adaptarse a casi cualquier estilo histórico, desde el stride hasta el bop o la pintura sonora modernista".
En 2006 fue galardonado con el Trofeo Alemán de Jazz por la obra de su vida. En 2017, el alcalde de Nueva York, Bill de Blasio declaró el 18 de julio como el Día de Dick Hyman.